# Fundación (Kolumbien)
Fundación ist eine Gemeinde (municipio) im Departamento del Magdalena in Kolumbien.

## Geographie
Fundación liegt im Norden von Magdalena 35 km entfernt von Santa Marta. Die Gemeinde besteht aus zwei Teilen: Im Westen ist das Gelände flach und es herrschen hohe Temperaturen, im Osten hat die Gemeinde einen Anteil an der Sierra Nevada de Santa Marta und erreicht Höhen über 3000 Metern. Die Gemeinde grenzt im Norden an El Retén und Aracataca, im Osten an Pueblo Bello und El Copey im Departamento del Cesar, im Süden an Algarrobo und im Westen an Pivijay.

## Bevölkerung
Die Gemeinde Fundación hat 72.280 Einwohner, von denen 61.083 im städtischen Teil (cabecera municipal) der Gemeinde leben (Stand: 2022).

## Geschichte

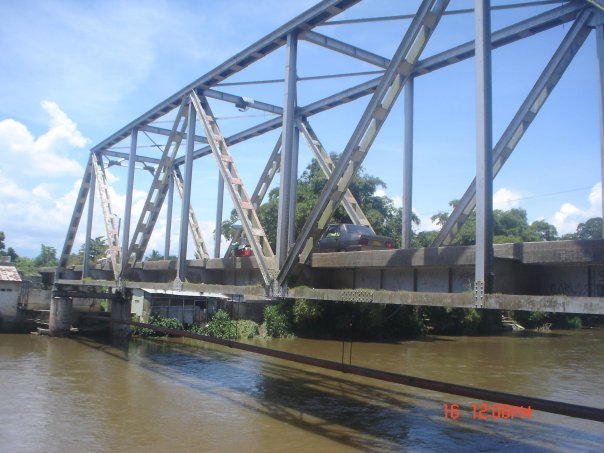
Alte Eisenbahnbrücke

Fundación erhielt 1945 den Status einer Gemeinde. Die Besiedlung begann jedoch 1906 und war eng verbunden mit dem Bau der Eisenbahn von Santa Marta. Zunächst hieß der Ort Envidia, bevor er 1923 in Fundación umbenannt wurde.